# Rolls-Royce Trent
El Rolls Royce Trent es una familia de motores turbofan de alto índice de derivación fabricados por Rolls-Royce. Todos son desarrollos basados en el motor RB211 con una fuerza de empuje que varía entre los 236 y los 423 kN (53 000 a 95 000 lbf). Las distintas versiones del Trent están en servicio en los Airbus A330, A340, A380 y Boeing 777, y existen variantes en desarrollo para los nuevos 787 y A350. El Trent también ha sido adaptado para aplicaciones marítimas e industriales.
El Trent ha logrado un éxito comercial significativo, llegando a convertirse en el motor de pruebas para todas las variantes del 787, el A380 y el A350. Su cuota total en los segmentos de mercado en los que compite es de un 40 %. Las ventas de la familia de motores Trent han convertido a Rolls-Royce en el segundo mayor proveedor de grandes motores turbofan para aviación civil del mundo, tras el fabricante norteamericano General Electric.
La aerolínea Singapore Airlines es actualmente la usuaria de mayor número de motores Trent, con cinco variantes en servicio o pedidas.

## Primeros Trent
El nombre Trent ha sido utilizado en dos motores anteriores de la Rolls-Royce. El primer Trent fue el primer motor turbohélice de la historia. El nombre fue reutilizado durante los años 60 para el turbofan RB203, que fue creado para reemplazar el Rolls-Royce Spey. Fue el primer motor de tres ejes, precursor de la familia Rolls-Royce RB211. Tenía un empuje de 44,4 kN (9980 lbf).

## Variantes

### Trent 500
Esta versión fue diseñada para su uso en aviones tipo A340 de la serie -500 y -600, entró en servicio con la aerolínea Virgin Atlantic de Reino Unido en agosto del año 2002. Tiene más de 22 consumidores alrededor del mundo, el diámetro del fan es de: 2.47 m (97.4 pulgadas) y una capacidad de empuje de 56 000 lb. Algunos de sus principales operadores son: Iberia, Lufthansa, Qatar Airways, Singapore Airlines y Virgin Atlantic.

### Trent 700
Esta versión fue creada para el uso en aviones tipo Airbus A330, tanto de la serie -200 como -300. El motor fue certificado en enero de 1994 y entró en servicio en marzo de 1995 con la aerolínea Cathay Pacific de Hong Kong, el diámetro del fan es de: 2,47 m (97,4 pulgadas), tiene un empuje de hasta 72 000 lbf y ha registrado cerca de 8,5 millones de horas en servicio. De todos los A330 en servicio, el Trent 700 está presente en el 52 % de las unidades. Algunos de sus principales operadores son: Air Canada, Avianca, Etihad Airways, Lufthansa y Singapore Airlines.
Variantes del Trent 700 son:
Trent 768-60
Certificado en enero de 1994, ofrece una potencia de 67 500 lbf (300 kN) al despegue. Empleado en la variante Airbus A330-341.
Trent 772-60
Certificado en marzo de 1994, ofrece una potencia de 71 100 lbf (316 kN) al despegue. Empleado en la variante Airbus A330-342.
Trent 772B-60
Certificado en septiembre de 1997, ofrece una potencia de 71 100 lbf (316 kN) al despegue, y genera potencia a mayores de la variante 772-60 cuando se encuentra entre los 610 m (2000 ft) y 2440 m (8000 ft). Empleado en las variantes Airbus A330-243, Airbus A330-343 y Airbus A330-343X.
Trent 772C-60
Certificado en marzo de 2007, ofrece una potencia de 71 100 lbf (316 kN) al despegue, y genera potencia a mayores de la variante 772B-60 por encima de los 2440 m (8000 ft). Se emplea en las variantes A330-243X y Airbus A330-343X.

### Trent 800
El Trent 800 fue un motor creado para uso en aviones tipo Boeing 777, en sus dos series: -200/-300. Fue certificado en enero de 1995 y entró en servicio en abril de 1996, el diámetro del fan es de 2.79 m (110 pulgadas), su empuje va desde 75 000 a 95 000 lbf y ha registrado más de 11 millones de horas en servicio. De los B777 activos, el Trent 800 está presente en cerca del 42 % de las unidades. Algunos de sus operadores son: American Airlines, Cathay Pacific y Delta Air Lines.

### Trent 900
Versión diseñada para equipar a los aviones tipo Airbus A380 en sus diferentes series. Inició su elaboración en 2001, se certificó en noviembre de 2004 y entró en servicio con Singapore Airlines de Singapur en octubre de 2007, el diámetro del fan es de: 2,95 m (116 pulgadas), una longitud de 4,55 m y un peso de 14 190 lb, su empuje va desde 70 000 a 80 000 lbf y ha acumulado cerca de 18 000 horas en servicio. Sus actuales operadores son: Qantas y Singapore Airlines.

### Trent 1000
El Trent 1000 fue el motor seleccionado en 2004 por Boeing para todas las variantes de su nuevo avión: el Boeing 787. Para ejecutar las respectivas pruebas se instaló un Trent 1000 en un Boeing 747 como motor n.°2, durante un año y medio se llevaron a cabo diversas pruebas al motor como: despegues, aterrizajes y maniobras en vuelo, donde se completaron los 1000 ciclos requeridos para el proceso de certificación. En 2007 el motor fue certificado por la EASA y la FAA en una ceremonia celebrada en Derby, Reino Unido donde el fabricante tiene su planta principal. El Trent 1000 pesará 2000 kg menos que modelos similares, se distingue por su acabado «dentado» que fue diseñado para mezclar la corriente de aire frío y caliente lo cual contribuye a reducir el ruido y a dar una mayor potencia de empuje. Su primera entrada en servicio está prevista para 2010 con la aerolínea All Nippon Airways.

### Trent XWB
El Trent XWB de Rolls-Royce es el único motor que impulsa al Airbus A350 y uno de los más avanzados del mundo. Este turbofán de tres ejes ha logrado destacarse no solo por su potencia y eficiencia, sino también por su confiabilidad a lo largo de millones de horas de vuelo.
Fue seleccionado en 2006 como el motor exclusivo del A350. Su primer encendido fue en junio de 2010. Voló por primera vez en un Airbus A380 modificado en febrero de 2012, para probarlo en el aire. Obtuvo la certificación oficial en 2013 y en ese mismo año hizo su debut en el A350. Entró en operación comercial en 2015, y en 2023 ya había acumulado más de 10 millones de horas de vuelo.
Tiene una arquitectura de tres ejes (LP, IP y HP), una firma de la familia Trent que mejora el rendimiento térmico y aerodinámico. El ventilador delantero mide 3 metros de diámetro y está hecho de titanio, con álabes curvados que mueven el aire de forma más eficiente. Ofrece entre 75 000 y 97 000 libras de empuje, dependiendo de la variante. Cuenta con una relación de derivación de 9.6 a 1 y una de compresión de 50 a 1, lo que se traduce en menos consumo de combustible y menos ruido. Usa materiales avanzados como compuestos cerámicos, que resisten altas temperaturas y aligeran el peso del motor.
El Trent XWB tiene varias versiones, adaptadas a los distintos modelos del A350. El XWB-75 es para el A350-900 y tiene un empuje moderado. El XWB-79 fue diseñado para vuelos ultralargos como los de Singapore Airlines. El XWB-84 es la versión más común en el A350-900. El XWB-97 es la más potente, pensada para el A350-1000, con mejoras internas en el compresor y la turbina.
En 2023 ya se habían encargado más de 1 800 motores, convirtiéndolo en el más vendido de la línea Trent. Turkish airlines es su mayor operador, con 100 aviones. También lo usan aerolíneas como Singapore Airlines, Lufthansa, Delta y Virgin Atlantic. Nuevos clientes como Iberia, Ethiopian Airlines y China Eastern se han sumado recientemente.
Está certificado para operar con hasta 50 por ciento de combustibles sostenibles y se están haciendo pruebas para usar 100 por ciento. Ha servido como base para el desarrollo de la futura tecnología UltraFan, que promete ser aún más eficiente. Incluye sistemas de mantenimiento predictivo bajo el programa TotalCare, que permiten saber en tiempo real cómo está funcionando y anticiparse a problemas, lo que ahorra tiempo y dinero.
Emite hasta 25 por ciento menos CO₂ que motores anteriores. Cumple con los estándares de ruido más estrictos, lo que reduce su impacto en zonas cercanas a aeropuertos.
| Modelo        | Certificado          | Índice de despegue neto | Neto Máximo Continuo |
| ------------- | -------------------- | ----------------------- | -------------------- |
| Trent XWB-75  | 7 de febrero de 2013 | 74 200 lbf (330 kN)     | 66 600 lbf (296 kN)  |
| Trent XWB-79  | 7 de febrero de 2013 | 78 900 lbf (351 kN)     | 71 400 lbf (318 kN)  |
| Trent XWB-79B | 7 de febrero de 2013 | 78 900 lbf (351 kN)     | 71 400 lbf (318 kN)  |
| Trent XWB-84  | 7 de febrero de 2013 | 84 200 lbf (375 kN)     | 71 400 lbf (318 kN)  |
| Trent XWB-97  | 31 de agosto de 2017 | 97 000 lbf (430 kN)     | 83 100 lbf (370 kN)  |